# Castilianische Mark
Die Castilianische Mark, in der modernen Schreibweise Kastilianische Mark bzw. korrekt modern Kastilische Mark, war eine spanische Gewichtseinheit und Basis des Medizinalgewichtes. Im Jahr 1818 wurden die Gewichte mit 3550,5 Troy-Grän an der Londoner Münze ermittelt und somit galt
- 1 Castilianisches Pfund = 2 Mark = 9573,6776 As (holländ.) = 460,142 Gramm

Als Gold- und Silbergewicht war die Maßkette
- 1 Castilianische Mark = 8 Oncas = 64 Ochavos = 128 Adarmes = 384 Tomines = 4606 Granos = 4786,8388 As (holländ.) = 230,071 Gramm

Als Medizinalgewicht war die Maßkette 
- 1 Castilianische Mark = 8 Oncas = 64 Drachmas = 192 Escrupolos = 384 Obolos = 766 Caracteres = 3072 Granos